# Sandra Paruszewski
Sandra Paruszewski (ur. 3 listopada 1993 w Schrambergu) – niemiecka zapaśniczka startująca w stylu wolnym. Olimpijka z Paryża 2024, gdzie zajęła szesnaste miejsce w kategorii do 57 kg. Zajęła ósme miejsce na mistrzostwach świata w 2021 roku. 
Brązowa medalistka mistrzostw Europy w 2022 i 2023. Piąta w Pucharze Świata w 2020. Mistrzyni Niemiec w 2016, 2018, 2022 i 2023; druga w 2019; trzecia w 2011, 2014 i 2017 roku.